# Bojna
Bojna ili bataljun je vojna postrojba koja se sastoji od 3 – 5 satnija ili bitnica (300 do 800 vojnika); njome zapovijeda bojnik kojemu su podređeni satnici (zapovjednici satnije).
Osnovna je taktička postrojba nekih rodova kopnene vojske. U pravilu je u sastavu pukovnije, a može biti i samostalna. Jačina i sastav ovise od namjene i naoružanja. Može biti pješačka, tenkovska, padobranska i dr.